# Wildpark Eslarn
Koordinaten: 49° 32′ 47″ N, 12° 32′ 23,9″ O
Der Wildpark Eslarn ist ein an der Staatsstraße 2154 zwischen Schönsee und Eslarn im Naturpark Nördlicher Oberpfälzer Wald am Osthang des Stückbergs gelegener kleiner Wildpark. Er hat zwei Wildgehege, eines für Wildschweine, das andere für Hirsche, Mufflons und Ziegen. Außerdem gibt es einen großen Spielplatz mit verschiedenen Turngeräten, eine Aussichtsplattform, viele Informationstafeln und einen Lehr- und Erlebnispfad rund um die Wildgehege.
Der Wildpark ist jederzeit frei zugänglich.
In der Umgebung befinden sich zahlreiche Wanderwege, so z. B. ein Weg auf den Gipfel des Stückbergs, auf dem sich ein Aussichtsturm befindet.